# Quán đỉnh
Quán đỉnh (zh. guàndĭng 灌[潅]頂, sa. abhiṣeka, ja. kanchō, bo. dbang དབང་), nghĩa đen là rưới nước lên đầu, là một nghi thức tôn giáo trong những buổi lễ long trọng. Trong Kim cương thừa, danh từ quán đỉnh được dùng chỉ những nghi lễ, trong đó vị Đạo sư (sa. guru, bo. blama) cho phép đệ tử tu tập một Tan-tra. Vì vậy trong Phật giáo Tây Tạng, người ta hay sử dụng danh từ "Truyền lực" (bo. dbang-bskur).
Trong Vô thượng du-già (sa. anuttarayoga-tantra), người ta kể bốn cấp quán đỉnh từ dưới lên trên: 
1. Quán đỉnh bình (sa. kalābhiṣeka, bình ở đây là tịnh bình), bao gồm sự khai giảng về năm khía cạnh của Phật gia (sa. buddhakula).
2. Quán đỉnh bí mật (sa. guhyābhiṣeka);
3. Quán đỉnh trí huệ (sa. prajñābhiṣeka)
4. Quán đỉnh thứ tư (sa. caturthābhiṣeka).

Thông thường, vị Đạo sư đọc nghi quỹ (sa. sādhana) qua một lần và lần đọc này có giá trị cho phép người đệ tử tu học nghi quỹ này. Sau đó, Đạo sư bình giảng những điểm khúc mắc, khó hiểu, những bí truyền trong Nghi quỹ để bảo đảm sự tu tập chính tông, đúng đắn của đệ tử.